# Atsinanana Airport
Atsinanana Airport är en flygplats i Madagaskar. Den ligger i den centrala delen av landet, 150 km sydost om huvudstaden Antananarivo. Atsinanana Airport ligger 9 meter över havet.
Terrängen runt Atsinanana Airport är huvudsakligen platt, men åt nordväst är den kuperad.  Trakten runt Atsinanana Airport består huvudsakligen av våtmarker.